# Kněžice u Městce Králové

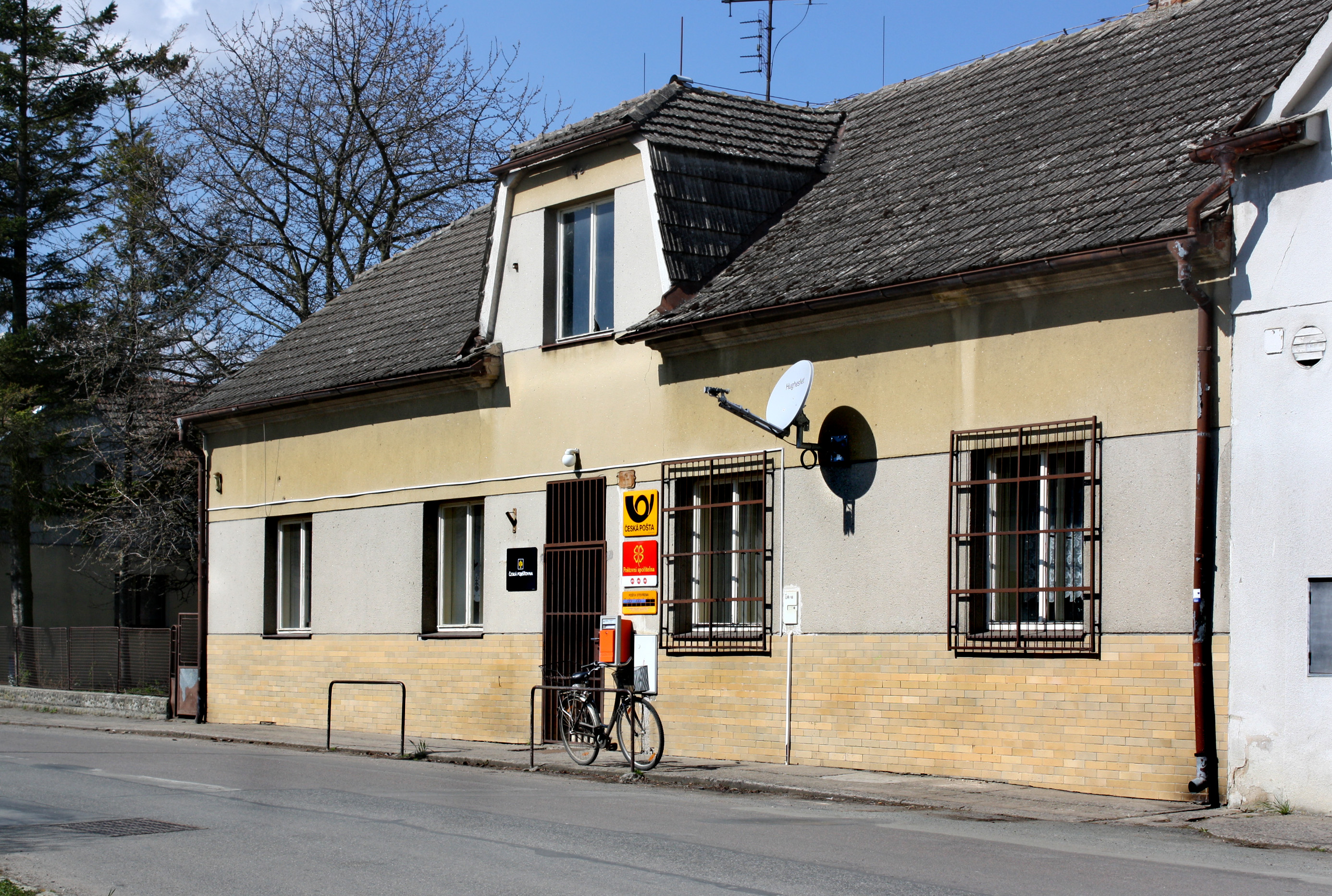
Die Poststelle

Kněžice (deutsch Groß Knieschitz) ist eine Gemeinde in Tschechien. Sie liegt sechs Kilometer nordöstlich von Městec Králové und gehört zum Okres Nymburk.

## Geographie
Kněžice befindet sich auf der Böhmischen Tafel und wird vom Bach Záhornický potok durchflossen. Am östlichen Ortsrand liegt der Teich Osecký rybník. Südöstlich erstreckt sich das Waldgebiet Osecký les, in dem sich die Hügel „Na pískách“ (291 m) und Darebnice (248 m) erheben. Im Süden liegt die Wüstung Voděrady.
Nachbarorte sind Dubečno und Chroustov im Norden, Dvoříště und Osek im Nordosten, Hlušice und Hlušičky im Osten, Žantov und Kamilov im Südosten, Nový Dvůr und Sloveč im Süden, Vinice im Südwesten, Záhornice und Malá Strana im Westen sowie Nová Ves im Nordwesten.

## Geschichte
Die erste schriftliche Erwähnung von Kněžice erfolgte im Jahre 1295 als Sitz des Zdeslav von Kněžice, der hier eine Feste erbauen ließ. Das Geschlecht von Kněžice legte unterhalb ihres Sitzes den Teich Podtvrzník an, der das Dorf in zwei Hälften teilte, die jede ihren eigenen Schulzen hatte. Ab 1415 gehörte das Dorf Jan Straník von Kopidlno, der in den Hussitenkriegen als Hauptmann der Waisen kämpfte. Die Herrschaft Kněžice umfasste zu dieser Zeit neben der Feste und dem Dorf auch die Orte Židovice, Záhornice, Voděrady und Mezilesí. Letztere beiden erloschen im 15. Jahrhundert. 1501 kaufte Nikolaus der Jüngere Trčka von Lípa die Herrschaft auf und schloss sie zusammen mit Štítary an sein Dominium Königstädtel an. 1587 schlug Zdeněk Waldstein Königstädtel der Herrschaft Dymokury zu. Während des Dreißigjährigen Krieges wurde Kněžice zerstört. Danach wurde das Dorf wieder aufgebaut. Neben dem Podtvrzník befand sich mit dem 72 ha großen Kněžický rybník ein zweiter großer Teich im Dorf. Daneben bestanden mit dem Vosecký rybník, Krčebník und Beňovický rybník noch drei kleinere Fischteiche. Zu Beginn des 19. Jahrhunderts entstand in Kněžice ein Kontributionsspeicher der Herrschaft Dymokury, der 1863 aufgehoben wurde. 1810 wurde der Damm des Podtvrzník durchgestochen und der Teich abgelassen.
Nach der Aufhebung der Patrimonialherrschaften bildete Kněžice ab 1850  eine Gemeinde im Bezirk Poděbrady. Mit Beginn des Jahres 1961 wurde die Gemeinde dem Okres Nymburk zugeordnet, zugleich erfolgte die Eingemeindung von Dubečno. 1980 kam noch Osek hinzu.
Im Jahre 2004 begann die Gemeinde Kněžice mit Unterstützung des  European Regional Development Fund und des staatlichen tschechischen Umweltfonds das Projekt des Energie-Selbstversorgungs-Dorfes Kněžice (ESO Kněžice). Dazu wurde 2006 ein zentrales Heizkraftwerk und eine Biogasstation in Betrieb genommen.
Am Übergang vom 19. zum 20. Jahrhundert entstand in Kněžice die Sage vom Ritter Záhorský, der auf einer Burg auf dem Vondrový kopec gesessen haben und sich in die Fürstin auf der Burg Kněžice verliebt hatte.

## Gemeindegliederung
Die Gemeinde Kněžice besteht aus den Ortsteilen Dubečno (Dubeczno), Kněžice (Groß Knieschitz) und Osek (Wosek).

## Sehenswürdigkeiten
- Kirche St. Peter und Paul, das seit 1359 nachweisliche Gotteshaus war bis ins 18. Jahrhundert der Pfarre Königstädtel zugeordnet. 1716 ließ Marie Antoinette Fürstin von Montecuculli in Kněžice eine Pfarre einrichten. In den Jahren 1774–1777 entstand an Stelle der alten Holzkirche ein barocker Neubau.
- Statue des hl. Johannes von Nepomuk, geschaffen 1876
- Statue der Jungfrau Maria, vom Bildhauer Kofránek aus Vojice aus dem Jahre 1874
- Statue des hl. Wenzel, aus dem Jahre 1888
- Sendeturm Kamilovský vysílač auf der Kuppe „Na pískách“ im Osecký les